# Bronsfeld
Bronsfeld, am Rande der Dreiborner Hochfläche gelegen, ist ein Stadtteil im Südwesten von Schleiden im nordrhein-westfälischen Kreis Euskirchen. In Bronsfeld wohnen etwas über 560 Personen. Der Ort verfügt über einen Bolz-, Kinderspiel- und Bürgertreffplatz, eine katholische Kapelle und ein Feuerwehrhaus des Löschzuges III Dreiborn/Harperscheid/Bronsfeld der Freiwilligen Feuerwehr Stadt Schleiden. Nördlich der Ortschaft liegt der ehemalige Campingplatz Weiermühle am Dieffenbach.

## Geschichte
Am 19. Oktober 1322 wird Bronsfeld zusammen mit Harperscheid und Schöneseiffen erstmals als „Pruntzvelt“ erwähnt.
Aufgrund des § 9 des Aachen-Gesetzes wurde Bronsfeld am 1. Januar 1972 in die neue Stadt Schleiden eingegliedert. Bis dahin war der 314 Seelen zählende Ort eine selbständige Gemeinde im Amtsbezirk Harperscheid.

## Verkehr
Die VRS-Buslinie 836 der RVK verbindet den Ort, überwiegend als TaxiBusPlus nach Bedarf, mit seinen Nachbarorten und mit Schleiden.
| Linie | Verlauf                                                                                             |
| ----- | --------------------------------------------------------------------------------------------------- |
| 836   | MiKE (außer im Schülerverkehr): (Hellenthal –) Schöneseiffen – Harperscheid – Bronsfeld – Schleiden |

Die nächsten Autobahnanschlussstellen sind Nettersheim auf der A 1 und Aachen-Lichtenbusch auf der A 44.